# Halichondria knowltoni
Halichondria knowltoni är en svampdjursart som beskrevs av Patricia R. Bergquist 1961. Halichondria knowltoni ingår i släktet Halichondria och familjen Halichondriidae. Inga underarter finns listade i Catalogue of Life.